# 特里夫特瓦瑟河
46°43′13″N 8°18′16″E / 46.72039°N 8.30457°E

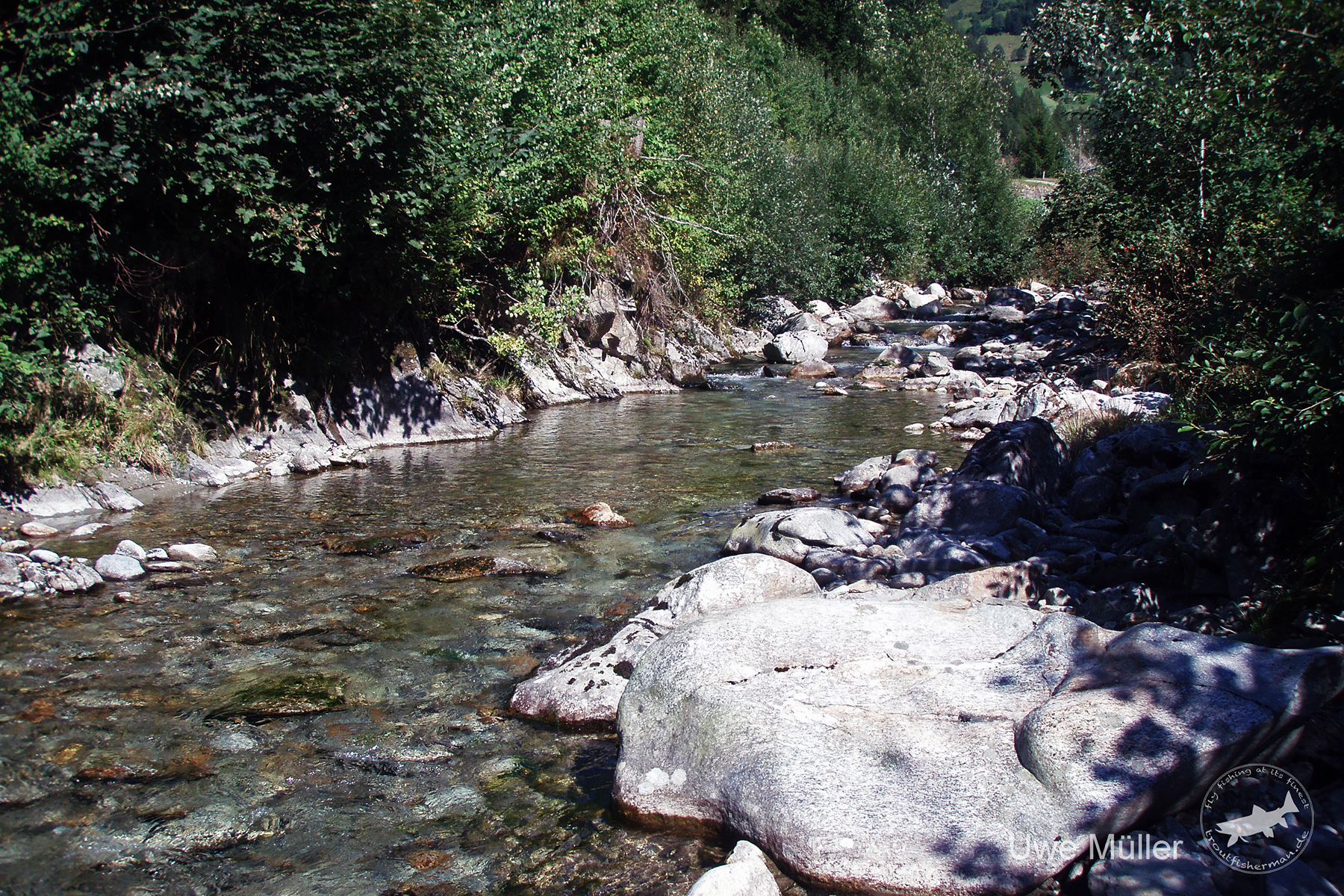

特里夫特瓦瑟河是瑞士的河流，位於該國中西部，流經伯恩州，屬於加德默瓦瑟河的支流，處於烏里山，河道全長10.2公里，流域面積46平方公里。